# بوچانگای کوتوله
بوچانگای کوتوله (نام علمی: Chaetorhynchus papuensis) نام یک گونه از تیره بوچانگایان است.